# 公安機動捜査隊
公安機動捜査隊（こうあんきどうそうさたい）は、警視庁公安部に所属する組織である。公安部の執行隊として設立された。「公機捜」と略称される。

## 概要
主に爆発物などを用いたテロ事件の初動捜査や特殊な鑑識活動、NBCテロ（核物質、生物、科学物質を用いたテロ）の研究などを担当する部隊である。本部は東京都目黒区目黒一丁目に所在する。
元々は過激派の爆弾テロが横行した昭和40年代半ばに公安総務課の内部に設置された、爆発物や火炎瓶を専門に採取する「特殊班」が前身である。その後特殊班は「第六担当」と改名され、1989年（平成元年）に昭和天皇の崩御などを受けてデモ隊の撮影などを担当していた「公安特科隊」と合流し「公安機動捜査隊」として独立した。
当初は隊本部は本庁にあったが、テロの標的になるのを防ぐため実動部隊の位置は秘匿されており、出動する際もすぐにはサイレンを鳴らさず、離れてから初めて鳴らすという徹底ぶりであった。その後隊本部、実動部隊共に渋谷警察署内に移転し、その後現在の目黒へ移っている。
公機捜は要請があれば全国どこにでも出動するほか、海外で大規模テロが発生した際には経験を積ませるために隊員を派遣することもある。過去には2004年（平成16年）のマドリード列車爆破テロ事件や2005年（平成17年）のロンドン同時爆破事件などの際に派遣されているほか、2011年（平成23年）の福島第一原子力発電所事故では現場付近に派遣され、放射能量の測定を行ったという。
公機捜は警視庁きっての「頭脳集団」でもある。公機捜は捜査のほかにNBCテロに関する研究や機材開発もおこなっており、2003年（平成15年）には天然痘の判別キットの開発に成功している。また、海外に派遣されたり外国製の機材を扱うため、隊員には英語の能力が必須である。
公機捜には、警察大学校の「人質立てこもり事件説得交渉専科」で人質救出作戦における犯人との交渉に関する訓練教育を受け、専門的知識・技能を有した交渉人も配属されている。

## 任務
公機捜は爆弾テロやゲリラ事件が発生した際、いち早く現場に急行し、現場周辺での聞き込みや目撃者の確保といった初動捜査を行う。また、時限発火装置や爆薬の分析といった公安部ならではの鑑識活動も行う。
また、NBC兵器を用いたテロ事件に対処するため、隊内に「NBCテロ捜査隊」が編成されている。NBCテロ捜査隊は大学で理化学を専攻した隊員ら十数人からなり、NBCテロの発生時には鑑識活動や証拠採取を行うのが任務である。これらの任務を遂行するためにNBCテロ捜査隊には化学防護車や化学防護服、放射線防護シートや毒物検知器など、最新鋭の機材が配備されている。
このほか、右翼や左翼の街宣活動などで発する騒音の測定も公機捜の任務となっている。また、警察庁長官狙撃事件の教訓から、どのような先端技術を鑑識活動へ応用するかを研究する「科学捜査班」が設立されるとしている。
警視庁公安部は各種情報活動を担当するため捜査員は秘匿性が高く、報道関係者の前に現れることはほとんどない。だが、公機捜だけは例外的に年頭視閲式やテロ対策訓練等で報道関係者の前に姿を現している。2006年11月10日に東京都で行われた「大規模テロ災害対処共同訓練」では化学防護服を着用し、証拠品の収集などを担当した。